# Hope This Finds You Well
Hope This Finds You Well é uma compilação da banda Further Seems Forever, lançada a 21 de março de 2006.

## Faixas
1. "The Moon is Down" - 3:12
2. "Pride War" - 3:04
3. "Hide Nothing" - 2:56
4. "Snowbirds and Townies" - 4:26
5. "Light Up Ahead" - 3:08
6. "Against My Better Judgement" - 3:41
7. "The Bradley" - 3:01
8. "New Year's Project" - 4:01
9. "How to Start a Fire" - 2:51
10. "Like Someone You Know" - 3:16
11. "The Sound" - 3:41
12. "Wearing Thin" - 2:59
13. "Bleed" - 2:57
14. "Pictures of Shorelines" - 3:12
15. "For All We Know" - 5:21
16. "Vengeance Factor" - 2:46
17. "There, Now I've Said It"  - 3:05
18. "Say It Ain't So" - 4:03
19. "Light Up Ahead" - 3:23
20. "Bye Bye Bye" - 3:25
21. "Justice Prevails" - 4:38

Nota
Faixas 1, 4, 7, 8, 12, 14 e 18 do álbum The Moon Is Down
Faixas 2, 6, 9 e 11 do álbum How to Start a Fire
Faixas 3, 5, 10, 13, 15 e 19 do álbum Hide Nothing
Faixa 16 do álbum An Ocean of Doubt
Faixa 20 do álbum Punk Goes Pop
Faixa 21 do álbum From the 27th State

## Créditos
- Chris Carrabba - Vocal (faixas 1, 4, 7, 8, 12, 14, 16, 18 e 21)
- Jason Gleason - Vocal (faixas 2, 6, 9, 11, 17 e 20)
- Jon Bunch - Vocal (faixas 3, 5, 10, 13, 15 e 19)
- Josh Colbert - Guitarra
- Nick Dominguez - Guitarra (faixas 1, 4, 7, 8, 12, 14, 16, 18, 20 e 21)
- Derick Cordoba - Guitarra (faixas 2, 3, 5, 6, 9-11, 13, 15, 17 e 19)
- Chad Neptune - Baixo
- Steve Kleisath - Bateria
- James Wisner - Teclados, guitarra adicional